# Sandy Bay
Sandy Bay es una pequeña bahía situada en la costa este de Gibraltar, en el lado opuesto a la ciudad principal. Se sitúa al sur de La Caleta y es accesible a través de la carretera Sir Herbert Miles. Es posible continuar a lo largo de esta carretera hasta Punta de Europa, en la extremidad meridional de Gibraltar, a través del túnel Dudley Ward.
Directamente sobre Sandy Bay y la carretera litoral se encuentran las mayores captaciones de agua de lluvia de Gibraltar, actualmente en desuso. La superficie inclinada sobre la que se asientan las captaciones es una antigua duna con una superficie naturalmente lisa, cubierta en una plancha de acero corrugado y una capa de cemento. El agua de lluvia fluía hacia abajo desde la ladera del Peñón a través de un canal abierto que alimentaba las cisternas de Gibraltar, originalmente excavados en el lado occidental del peñón entre 1898 y 1901. Las captaciones fueron construidos por etapas entre 1903 y 1961, cuando el área de captación total era 14 hectáreas.
El trabajo de desmontaje de la superficie de la captación comenzó en 2001, y en 2004 la cuesta estaba cubierta casi enteramente de hierba y otra vegetación.